# Gregor Richter
Pour les articles homonymes, voir Richter.
Gregor Richter (né le 1er février 1560 à Görlitz, mort le 14 août 1624 dans la même ville) est un théologien allemand.

## Biographie
Gregor Richter est le fils du dernier forgeron de l'abbaye de Marienthal. À Breslau, il fréquente l'école secondaire à partir de 1576 et étudie la théologie à l'université de Francfort-sur-l’Oder. En 1584, Gregor Richter devient professeur au gymnasium de Görlitz et en 1587 il devient pasteur à Rauscha près de Görlitz.
Le 15 juin 1587, il épouse Elisabeth, la fille de Zacharias Willer de Görlitz. De ce mariage, trois enfants survivront au père.
En 1580, il retourne à Görlitz, d'abord comme diacre et à partir de 1595 comme archidiacre. En 1606, il devient Pastor primarius à Görlitz et en tant que tel est l'un des plus grands opposants théologiques de Jakob Böhme, qui est membre de sa congrégation à l'église Saints-Pierre-et-Paul de Görlitz. Après le premier opuscule de Böhme, Aurora, écrit en 1612, Richter l'accuse d'hérésie. Böhme est brièvement arrêté par le conseil municipal et interdit d'écrire, ce qu'il accepte pendant plusieurs années. Lorsque Böhme meurt un quart d'année après Richter, les habitants agités cassent la tombe de Böhme au cimetière Saint-Nicolas de Görlitz.
Les œuvres de Gregor Richter sont mises à l’Index librorum prohibitorum en 1796.

## Ouvrages (Liste non exhaustive)
- Coniugio clariss. viri Jacobi Monavii gratulantur amici Gorlicenses, 1589.
- Nuptiis Johannis Rambae Lipsensis et Marthae Fritschiae Gorlicensis carmina [...] ab amicis scripta, 1591.
- Iudicia florentis scholae Melanthonis, 1592.
- Axiomata politica, 1602–1604.
- Editio nova axiomatum oeconomicorum, 1604.
- Appendix ad regulas historicas continens novorum axiomatum centurias tres, 1614, en ligne.